# The Final Episode (Let's Change the Channel)
The Final Episode (Let's Change the Channel) è un singolo del gruppo musicale britannico Asking Alexandria, pubblicato il 15 settembre 2009 come unico estratto dal primo album in studio Stand Up and Scream.
Nel 2011 il brano è stato remixato dal DJ israeliano Borgore e pubblicato come primo singolo estratto dall'album di remix Stepped Up and Scratched il 19 aprile dello stesso anno.

## Video musicale
Il videoclip, diretto e prodotto da Robby Starbuck e reso disponibile attraverso il proprio canale YouTube il 15 dicembre 2009, inizia con i primi secondi di Alerion (brano d'apertura di Stand Up and Scream) e mostra prevalentemente scene del gruppo intento ad eseguire il brano all'interno di una stanza alternate ad altre in cui vengono mostrate alcune tazze ed altri oggetti che vibrano e cadono successivamente a terra a causa della musica generata dal gruppo.

## Tracce
Download digitale
1. The Final Episode (Let's Change the Channel) – 4:02

Download digitale – remix
1. Final Episode (Let's Change the Channel) (Borgore Remix) – 4:11

## Formazione
Gruppo
- Danny Worsnop – voce, programmazione
- Ben Bruce – chitarra, programmazione, cori
- Cameron Liddell – chitarra, cori
- Sam Bettley – basso
- James Cassells – batteria

Altri musicisti
- Laila Lanni – cori, tastiera